# Lac des Sables (rivière des Petites Bergeronnes)
Pour les articles homonymes, voir Lac des Sables.
Le Lac des Sables est un plan d’eau douce à la tête de la rivière des Petites Bergeronnes, dans la municipalité des Bergeronnes (secteur « Petites Bergeronnes »), dans la municipalité régionale de comté (MRC) de La Haute-Côte-Nord, dans la région administrative du Côte-Nord, dans la province de Québec, au Canada.

## Géographie
Les principaux bassins versants voisins du lac des Sables sont :
- côté Nord : rivière des Sables, lac à Fidèle, lac du Caribou, lac de Pons, lac Polette ;
- côté Est : ruisseau à Fidèle, rivière du Bas de Soie, rivière Beaulieu, golfe du Saint-Laurent ;
- côté Sud : rivière des Escoumins, ruisseau des Trois Portes, rivière à Polette, lac Polette, lac Fontaine, ruisseau du Caribou, rivière à Cassette, rivière Saguenay ;
- côté Ouest : lac Paradis, lac de l’Écluse, rivière des Sables, lac des Baies, ruisseau Pont-Gravé, rivière Sainte-Marguerite Nord-Est, lac la Peltrie, lac Gobeil, golfe du Saint-Laurent[1].

Situé entièrement en zone forestière, le lac des Sables comporte deux parties connexes ; sa forme ressemble à un papillon. Il est traversé par le courant de neuf décharges dont le courant de la rivière des Sables qui se déverse sur la rive Nord de la partie Sud-Ouest du lac près de la Pointe à Bouleau. Le lac comporte quatre baies dans la partie Sud-Ouest ; et quatre baies dans la partie Nord-Est, dont une baie de la rive Est s’étirant sur 1,3 km vers le Sud-Est jusqu’à son embouchure. Du côté Sud-Ouest, une bande de terre sépare le lac Paradis et le lac des Sables.

## Toponymie
Le toponyme lac des Sables a été officialisé le 5 décembre 1968.